# Cheick Diabaté
Cheick Diabaté   (Bamako, 25 d'abril de 1988) és un exfutbolista malià de la dècada de 2010.
Fou internacional amb la selecció de futbol de Mali. Pel que fa a clubs, destacà a Girondins de Bordeaux.